# Jinchuan (Ngawa)
Jinchuan (en chino, 金川; pinyin, Jīnchuān (escuchar)ⓘ) en su forma tibetana de Quqen (en tibetano: ཆུ་ཆེན, wylie: chu chen, ZWPY: Quqên) es un condado bajo la administración directa de la Prefectura Ngawa en la Provincia de Sichuan , República Popular China.  Su área es de  km² y su población total para 2010 superó los  mil habitantes. 

## Administración
Desde julio de 2020, el  condado Jinchuan se divide en 19 pueblos que se administran en 4 poblados y 15 villas.

## Toponimia
El topónimo Jinchuan [/chin-chuán/] significa «río Jin (de oro)» y toma su nombre del río Dajin (大金川) que baña la región. Debe su nombre a las minas de oro en las montañas a lo largo de su cauce.